# Ханукашвили, Габриэл Басалилович
Габриэль Басалилович Ханукашвили (Ханукаев) (груз. გაბრიელ ხანუკაშვილი; 17 марта 1924, Тбилиси — 29 декабря 2006, Рига) — советский боксёр, чемпион СССР.

## Биография
Родился 17 марта 1924 года в Тбилиси в традиционной еврейской семье.
Боксом начал заниматься у заслуженного мастера спорта СССР по боксу Александра Гольдштейна. После завершения выступлений в ринге перешёл на тренерскую работу.
Тренировал сборную команду боксёров Грузии и сборную команду боксёров Тбилисского Государственного университета.
Являлся судьёй по боксу всесоюзной категории, участвовал в судействе боксёрских турниров и чемпионатов в СССР.
Жил в Латвии в городе Рига.
Умер 29 декабря 2006 года в Риге.

## Спортивные достижения
На боевом счету имеет 187 боёв из них в 170 боях одержал победу.
- Двукратный чемпион СССР в наилегчайшем весе 1948 и 1949 годов
- Финалист чемпионатов СССР 1946 и 1950 годов
- Бронзовый призёр чемпионата СССР 1945 года
- Многократный чемпион Грузии.